# تيموثي ليري
تيموثي ليري (بالإنجليزية: Timothy Francis Leary) (و. 1920 – 1996 م) هو نفساني، وكاتب أمريكي، ولد في سبرينغفيلد، توفي في بيفرلي هيلز كاليفورنيا، عن عمر يناهز 76 عاماً، بسبب سرطان البروستاتا.

## التعليم
تعلم في جامعة ولاية واشنطن، وجامعة ألاباما، وجامعة كاليفورنيا، بركلي، وكلية الصليب المقدس.

## الخدمة العسكرية
خدم في القوات البرية للولايات المتحدة.

## وصلات خارجية
- تيموثي ليري على موقع IMDb (الإنجليزية)
- تيموثي ليري على موقع الموسوعة البريطانية (الإنجليزية)
- تيموثي ليري على موقع مونزينجر (الألمانية)
- تيموثي ليري على موقع ميوزك برينز (الإنجليزية)
- تيموثي ليري على موقع إن إن دي بي (الإنجليزية)
- تيموثي ليري على موقع أول ميوزيك (الإنجليزية)
- تيموثي ليري على موقع ديسكوغز (الإنجليزية)
- تيموثي ليري على موقع قاعدة بيانات الفيلم (الإنجليزية)

- تيموثي ليري في قاعدة بيانات الأفلام على الإنترنت